# デュドネ・ランスロ
デュドネ・ランスロ (仏：Dieudonné Lancelot、1823年2月2日 - 1895年4月21日) はフランスのリトグラフ作家、版画家、イラストレーター。

## 経歴

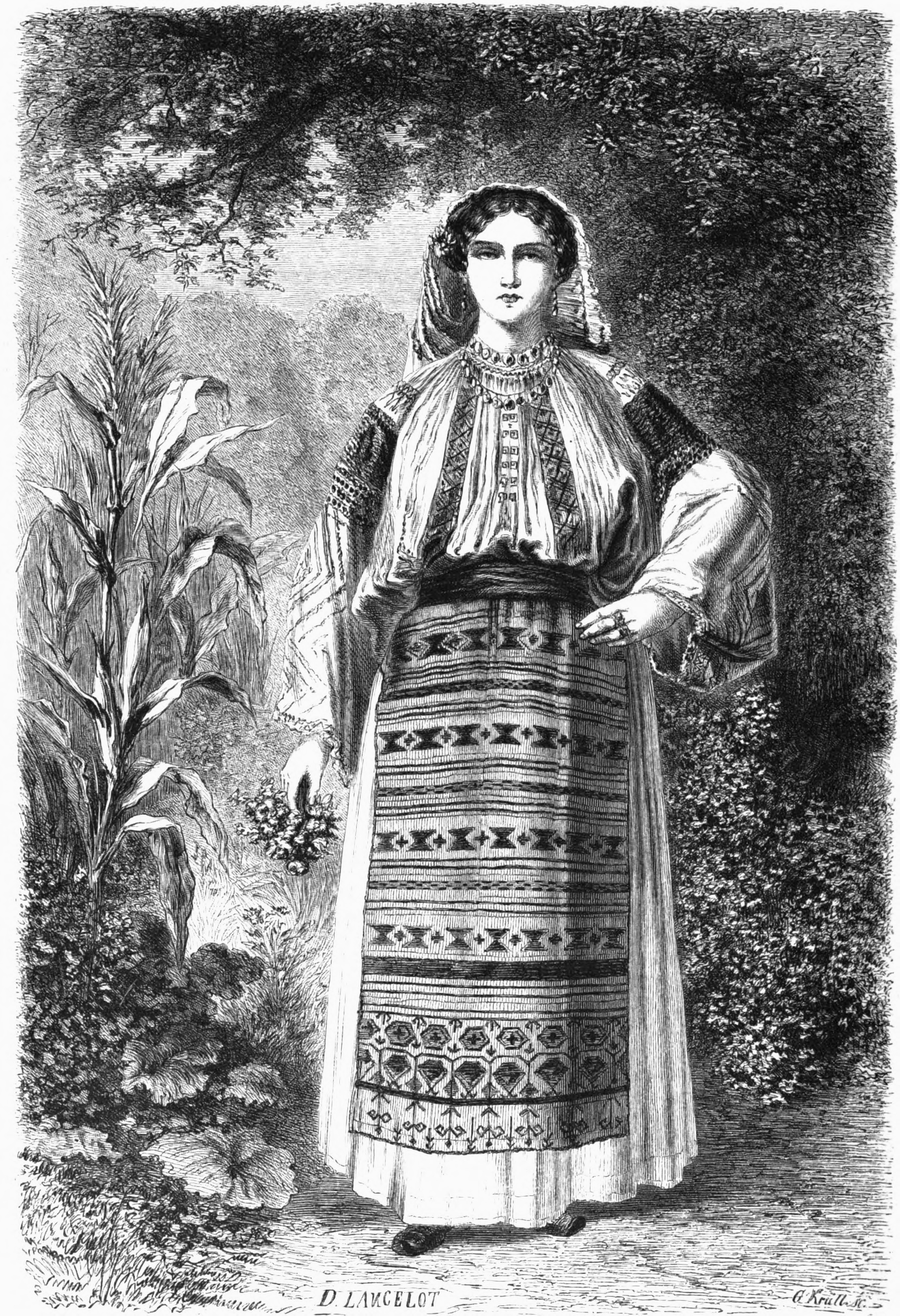
ヴラフ人の女性

デュドネ・オーギュスト・ランスロは1823年にマルヌ県 セザンヌで生まれた。彼の父親であるニコラ・ランスロはフランスの軍人、ジャック・マクドナルの娘の家庭教師を務めた人物であった。彼はトロワで画家のアン・フランソワ・アルノーから絵画を習った。画学校にはのちに版画家となるエミール・テロンがいた。
彼は1853年から1876年まで時折サロンに作品を出展し、雑誌「ル・トゥール・デュ・モンド」、「マガザン・ピトレスク」、「ル・モンド・イリュストレ」、「Les Jardins」（レ・ジャルダン）、「Le Guides-Itinéraire」（ル・ギデ - イティネレール、旅程ガイドの意味）などにイラストを描いた 。
1855年にはエミール・テロンと共同で、ルイ・アシェットが出版した旅行ガイドブック「Guides-Cicerone du Paris illustré, guide itinéraire pour les voyageurs」にビネットを描き、1867年にはパリ万国博覧会のスケッチを残している。彼は1895年4月21日にマラコフで死去した。現在、トロワ美術館には彼の水彩画が収蔵されている。
なお、彼の3人の子供であるカミーユ、ガブリエル、マルセルも版画家であり、1854年に生まれた娘のマルセル・ルネ・ランスロ - クローチェは、イタリア人と結婚し、メダルの彫刻家としても活動した。

## 作品

パリ万博スケッチ
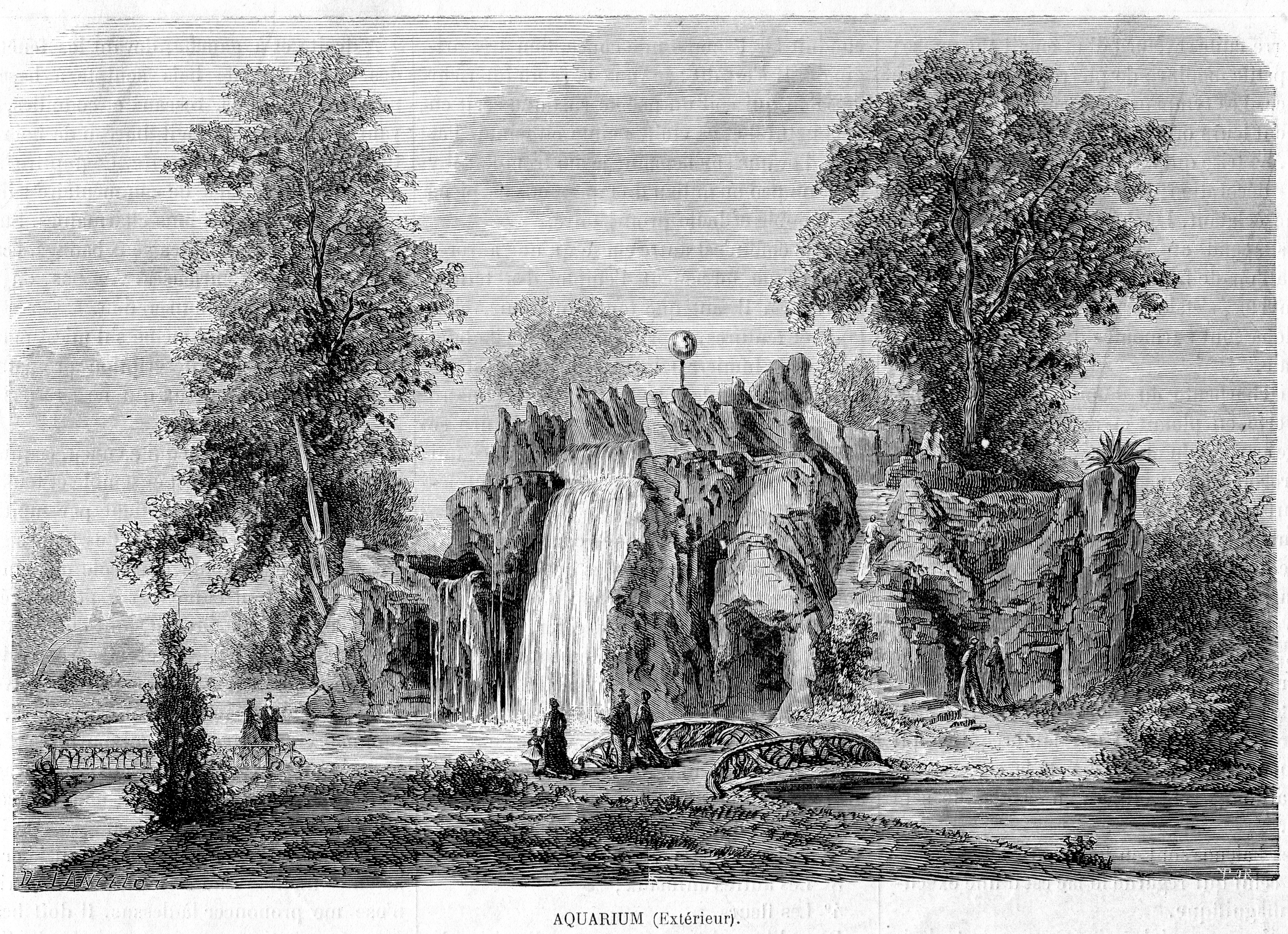
水族館 (外観)
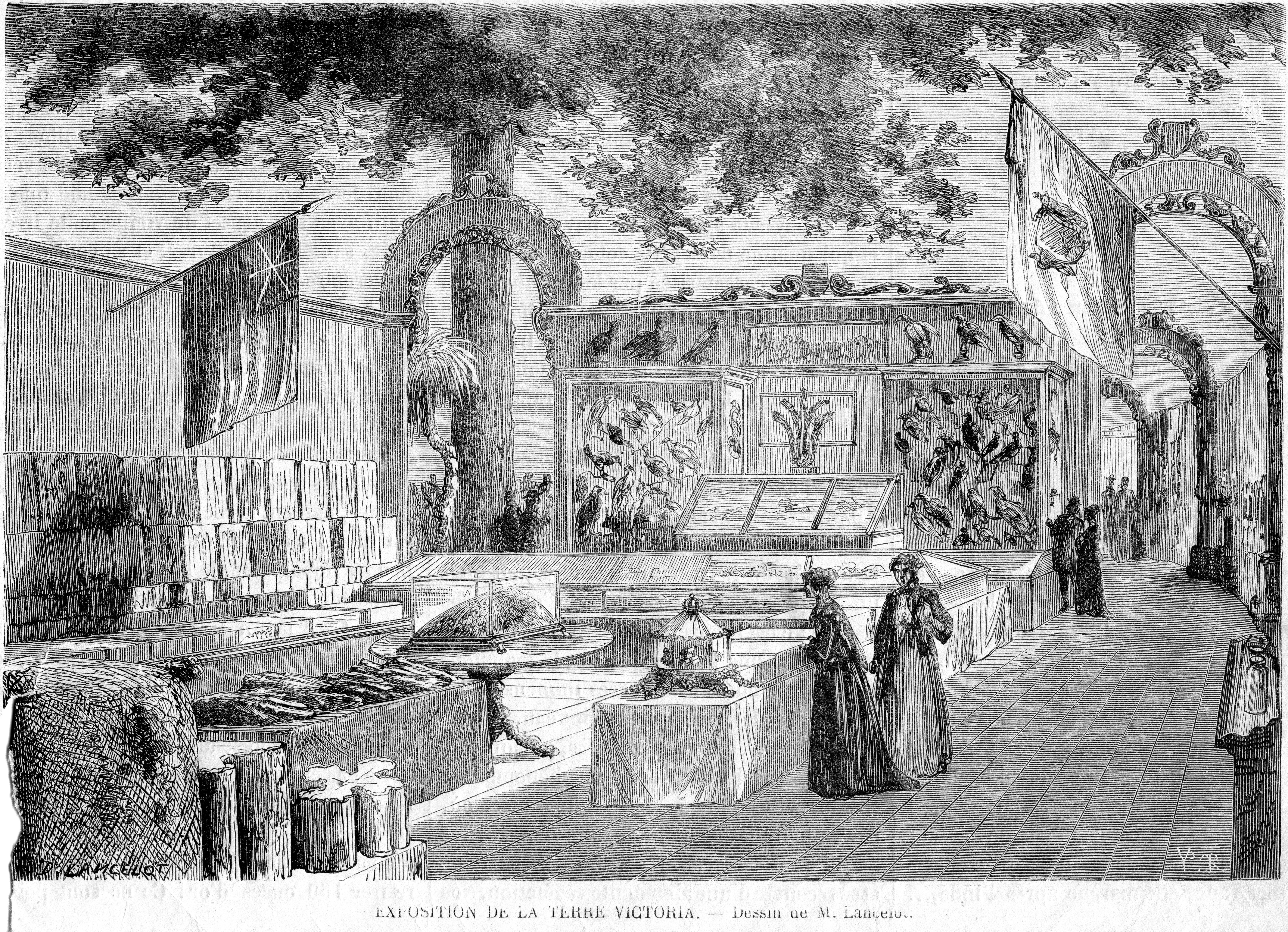
ヴィクトリア地球展
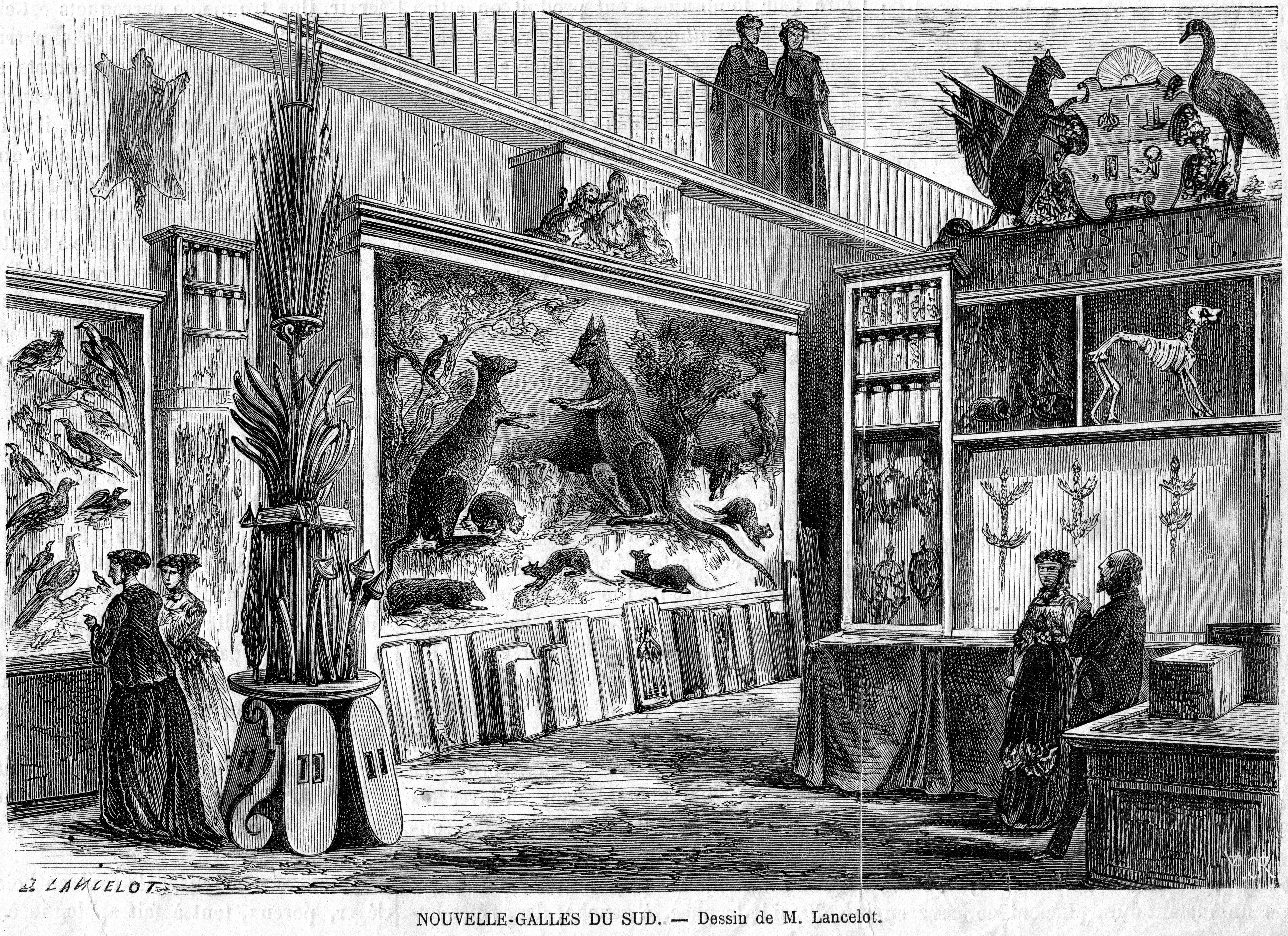
ニューサウスウェールズ州展
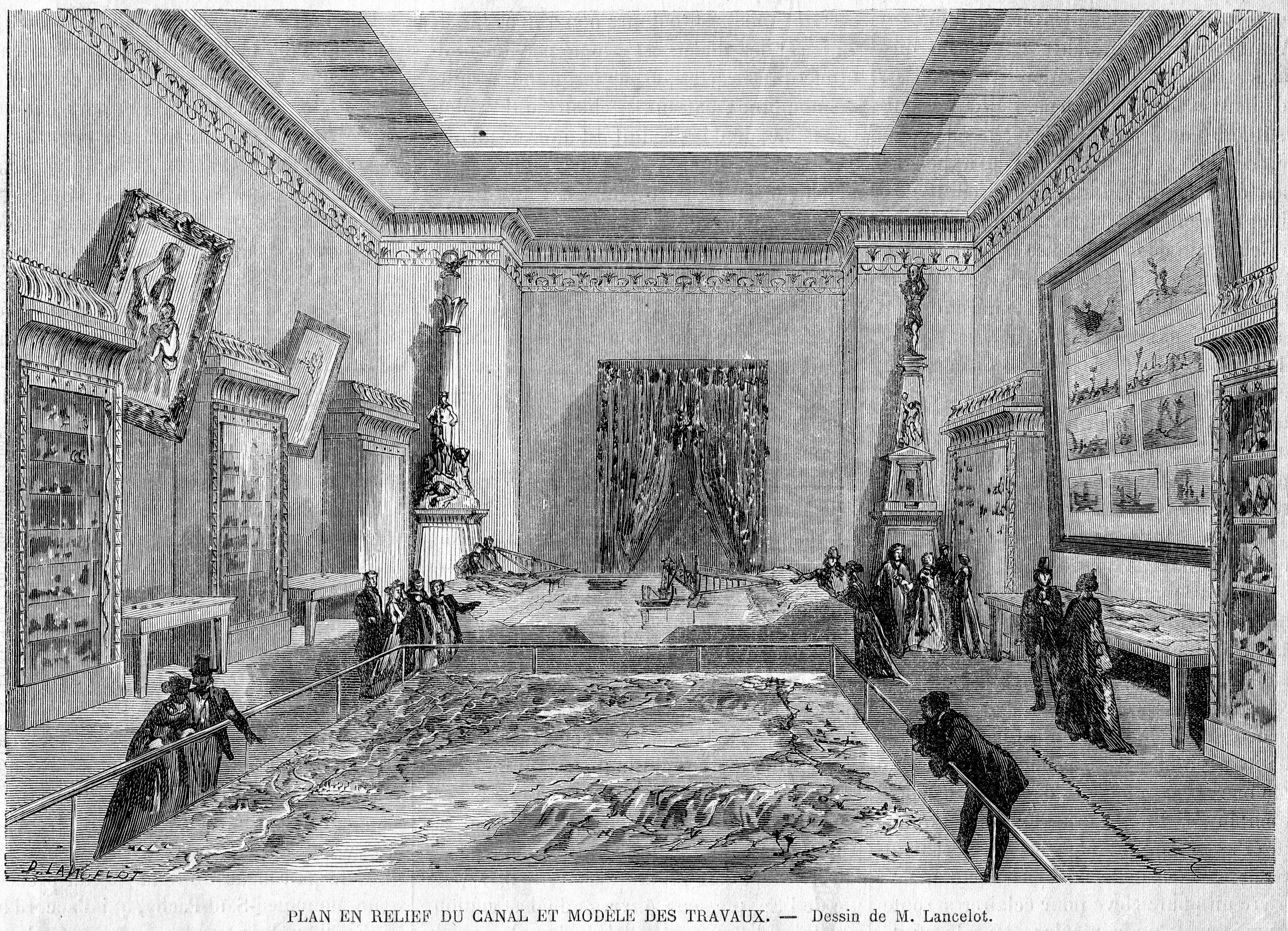
スエズ運河展

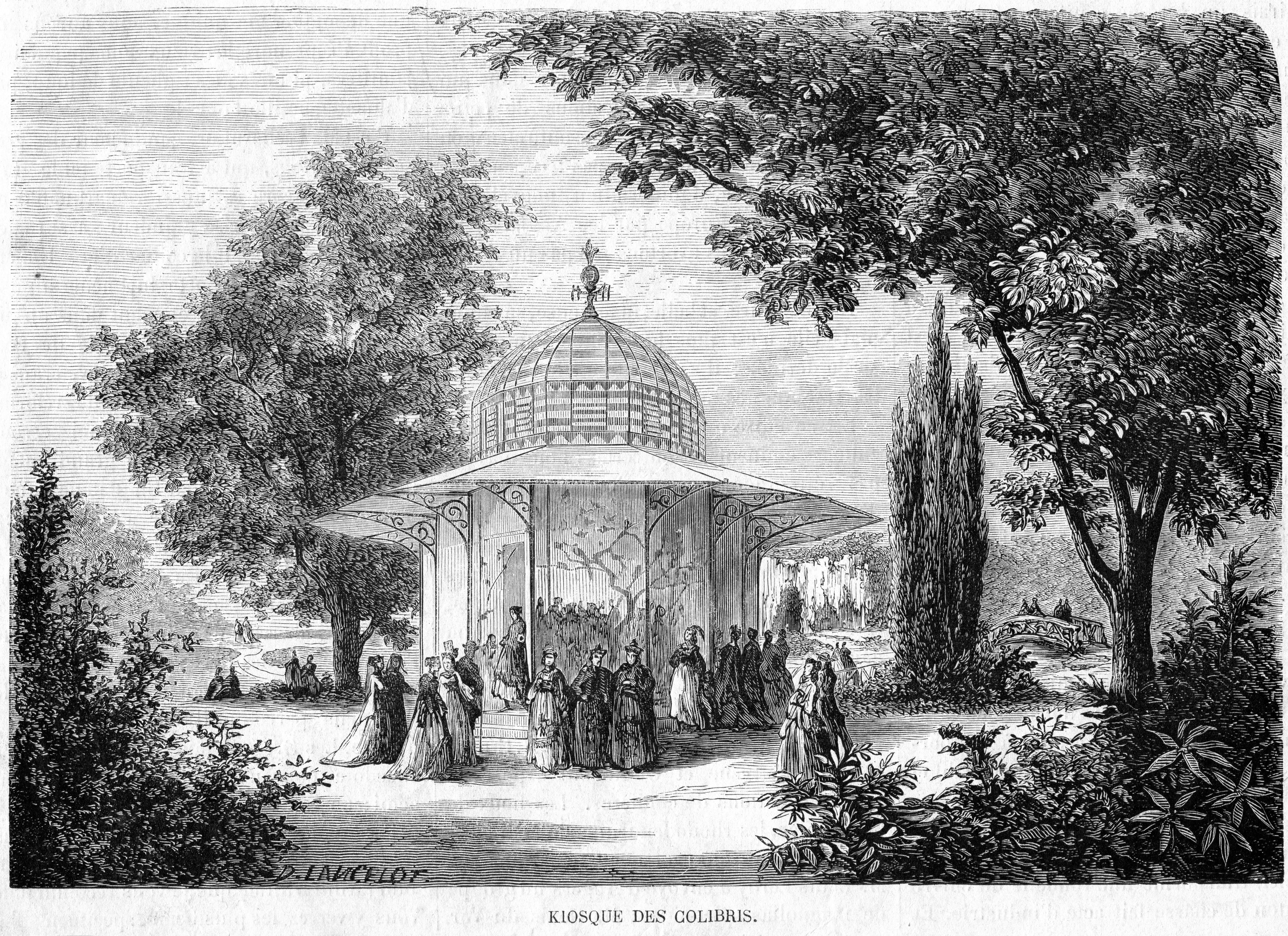
ハチドリのキオスク
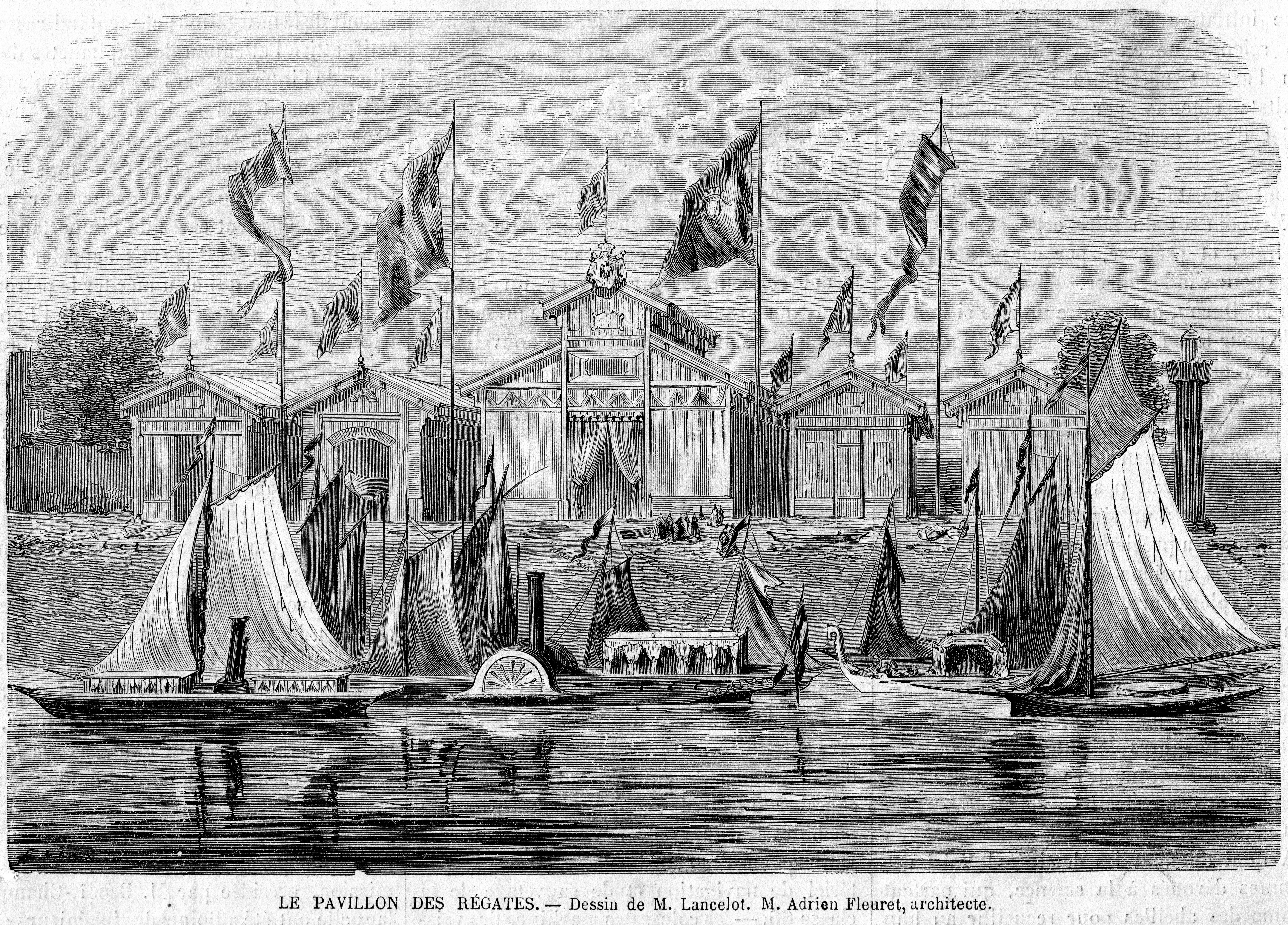
ボート競技
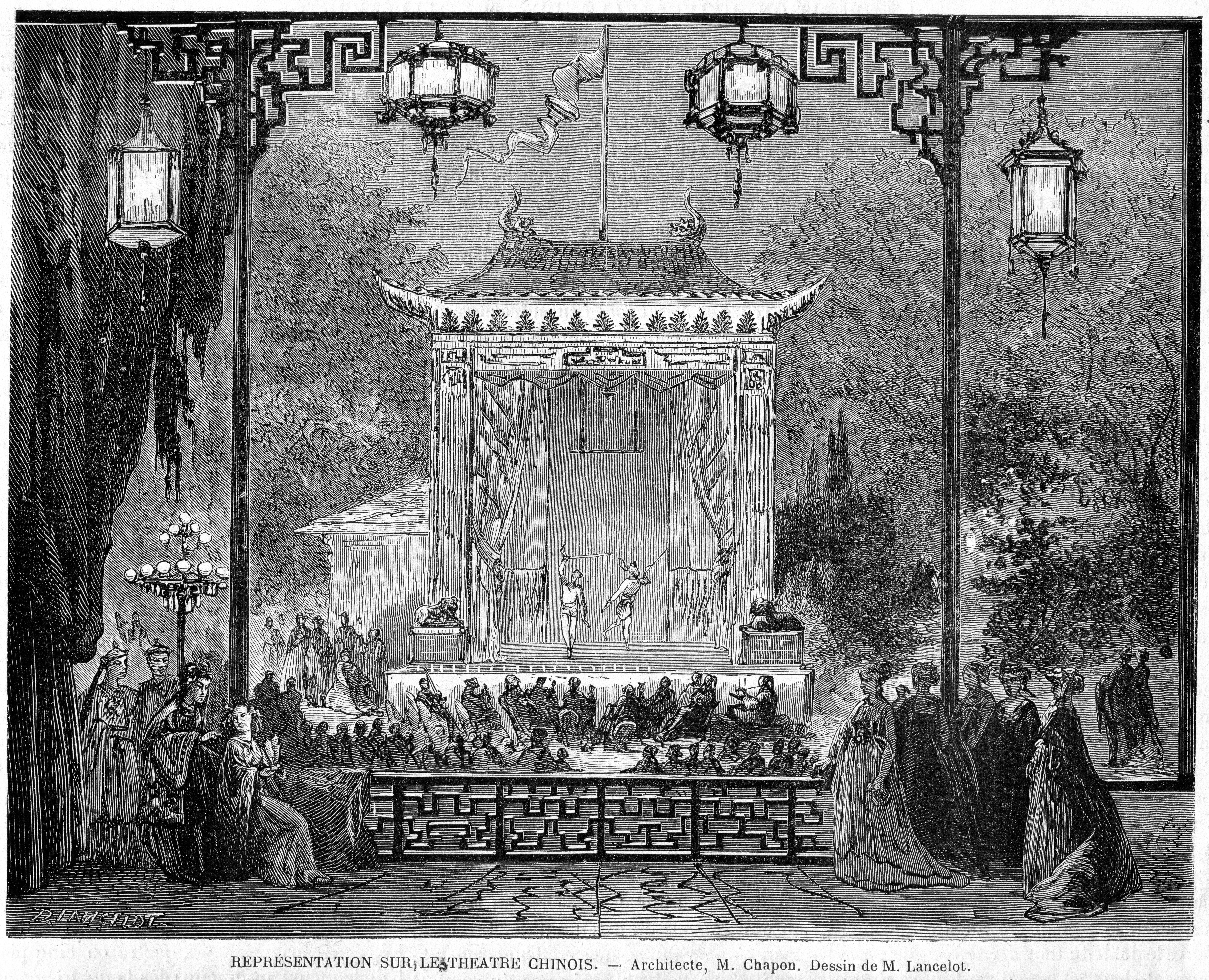
中国劇
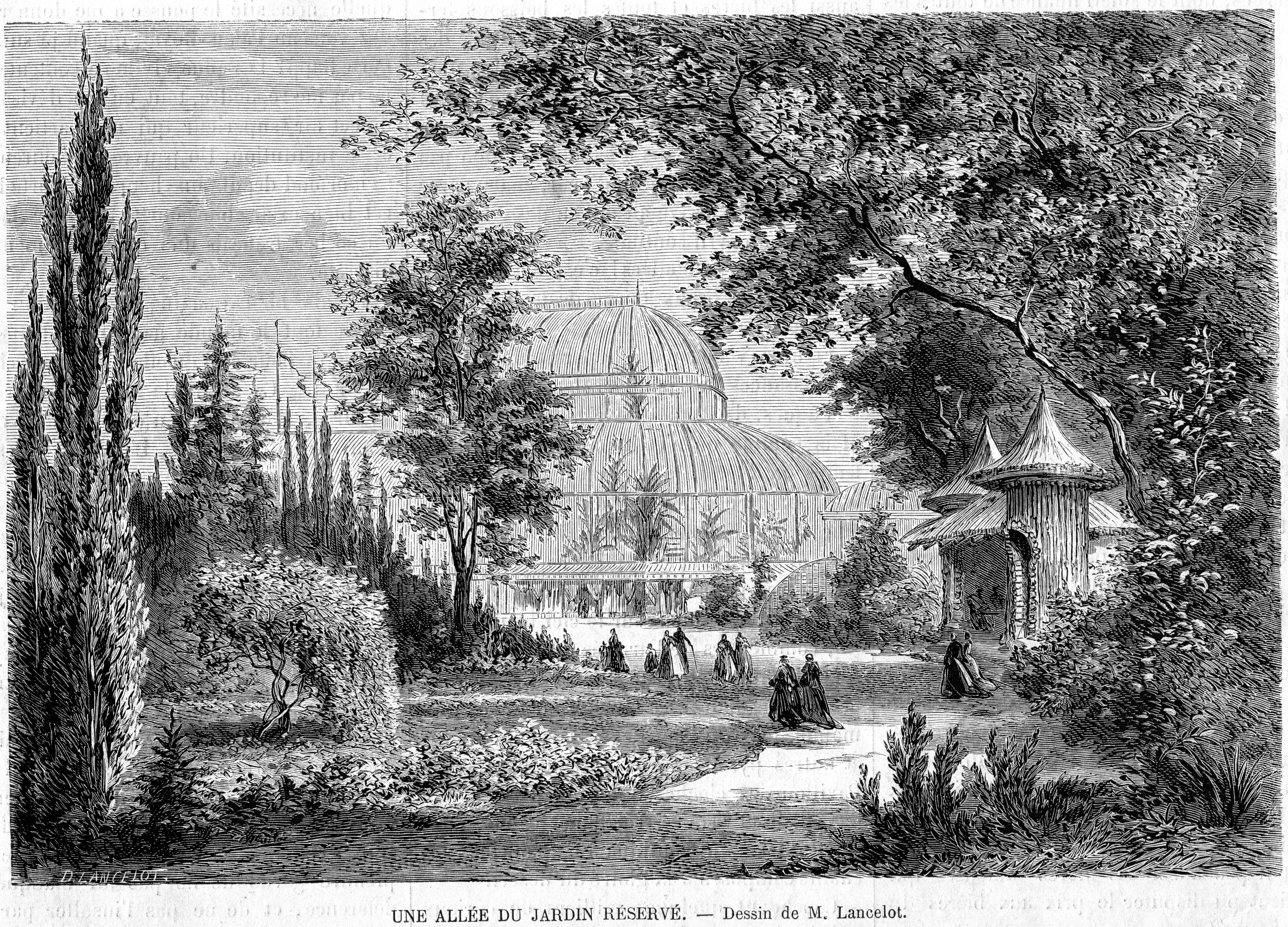
庭園

## 参考文献

デュドネ・ランスロのサイン (年代不明)